# Franciaország a 2022. évi téli olimpiai játékokon
Franciaország a kínai Pekingben megrendezett 2022. évi téli olimpiai játékok egyik részt vevő nemzete volt. Az országot az olimpián 10 sportágban 86 sportoló képviselte, akik összesen 14 érmet szereztek.

## Érmesek
| Érem  | Versenyző                                                                    | Sportág      | Versenyszám                  |
| ----- | ---------------------------------------------------------------------------- | ------------ | ---------------------------- |
| Arany | Clément Noël                                                                 | Alpesisí     | Férfi műlesiklás             |
| Arany | Quentin Fillon Maillet                                                       | Biatlon      | Férfi 20 km egyéni indításos |
| Arany | Quentin Fillon Maillet                                                       | Biatlon      | Férfi 12,5 km üldözőverseny  |
| Arany | Justine Braisaz-Bouchet                                                      | Biatlon      | Női 12,5 km tömegrajtos      |
| Arany | Gabriella Papadakis Guillaume Cizeron                                        | Műkorcsolya  | Jégtánc                      |
| Ezüst | Johan Clarey                                                                 | Alpesisí     | Férfi lesiklás               |
| Ezüst | Quentin Fillon Maillet                                                       | Biatlon      | Férfi 10 km sprint           |
| Ezüst | Anaïs Chevalier-Bouchet                                                      | Biatlon      | Női 15 km egyéni indításos   |
| Ezüst | Fabien Claude Émilien Jacquelin Simon Desthieux Quentin Fillon Maillet       | Biatlon      | Férfi 4 × 7,5 km váltó       |
| Ezüst | Anaïs Chevalier-Bouchet Quentin Fillon Maillet Émilien Jacquelin Julia Simon | Biatlon      | Vegyes váltó                 |
| Ezüst | Tess Ledeux                                                                  | Síakrobatika | Női big air                  |
| Ezüst | Chloé Trespeuch                                                              | Snowboard    | Női snowboard cross          |
| Bronz | Mathieu Faivre                                                               | Alpesisí     | Férfi óriás-műlesiklás       |
| Bronz | Richard Jouve Hugo Lapalus Clément Parisse Maurice Manificat                 | Sífutás      | Férfi 4 × 10 km váltó        |

## Alpesisí
Férfi
| Versenyző           | Versenyszám            | 1. futam      | 1. futam      | 2. futam | 2. futam | Összesítés    | Összesítés               |
| Versenyző           | Versenyszám            | Idő           | Hely.         | Idő      | Hely.    | Idő           | Helyezés                 |
| ------------------- | ---------------------- | ------------- | ------------- | -------- | -------- | ------------- | ------------------------ |
| Nils Allègre        | Szuperóriás-műlesiklás |               |               |          |          | 1:23,24       | 26.                      |
| Matthieu Bailet     | Lesiklás               |               |               |          |          | 1:45,23       | 27.                      |
| Matthieu Bailet     | Szuperóriás-műlesiklás |               |               |          |          | nem ért célba | nem ért célba            |
| Johan Clarey        | Lesiklás               |               |               |          |          | 1:42:79       | 2. helyezett, ezüstérmes |
| Mathieu Faivre      | Óriás-műlesiklás       | 1:03,01       | 3.            | 1:07,68  | 13.      | 2:10,69       | 3. helyezett, bronzérmes |
| Thibaut Favrot      | Óriás-műlesiklás       | 1:03,12       | 5.            | 1:07,92  | 14.      | 2:11,04       | =5.                      |
| Blaise Giezendanner | Lesiklás               |               |               |          |          | 1:45:00       | 26.                      |
| Blaise Giezendanner | Szuperóriás-műlesiklás |               |               |          |          | 1:21,26       | 9.                       |
| Maxence Muzaton     | Lesiklás               |               |               |          |          | 1:43:82       | 11.                      |
| Clément Noël        | Műlesiklás             | 54,30         | 6.            | 49,79    | 1.       | 1:44,09       | 1. helyezett, aranyérmes |
| Cyprien Sarrazin    | Óriás-műlesiklás       | nem ért célba | nem ért célba | kiesett  | kiesett  | kiesett       | kiesett                  |
| Alexis Pinturault   | Óriás-műlesiklás       | 1:03,99       | 11.           | 1:07,05  | 4.       | 2:11,04       | =5.                      |
| Alexis Pinturault   | Műlesiklás             | 55,12         | 15.           | 51,03    | 20.      | 1:46,15       | 16.                      |
| Alexis Pinturault   | Szuperóriás-műlesiklás |               |               |          |          | 1:21,36       | 11.                      |

| Versenyző         | Versenyszám | Lesiklás | Lesiklás | Műlesiklás    | Műlesiklás    | Összesítés | Összesítés |
| Versenyző         | Versenyszám | Idő      | Hely.    | Idő           | Hely.         | Idő        | Helyezés   |
| ----------------- | ----------- | -------- | -------- | ------------- | ------------- | ---------- | ---------- |
| Alexis Pinturault | Összetett   | 1:45:04  | 11.      | nem ért célba | nem ért célba | kiesett    | kiesett    |

Női
| Versenyző             | Versenyszám            | 1. futam | 1. futam | 2. futam      | 2. futam      | Összesítés    | Összesítés    |
| Versenyző             | Versenyszám            | Idő      | Hely.    | Idő           | Hely.         | Idő           | Helyezés      |
| --------------------- | ---------------------- | -------- | -------- | ------------- | ------------- | ------------- | ------------- |
| Camille Cerutti       | Lesiklás               |          |          |               |               | nem ért célba | nem ért célba |
| Clara Direz           | Óriás-műlesiklás       | 1:00,24  | 23.      | 59,09         | 19.           | 1:59,33       | 19.           |
| Coralie Frasse-Sombet | Óriás-műlesiklás       | 1:00,91  | 26.      | 57,69         | 3.            | 1:58,60       | 17.           |
| Laura Gauché          | Lesiklás               |          |          |               |               | 1:33,47       | 10.           |
| Laura Gauché          | Szuperóriás-műlesiklás |          |          |               |               | 1:14,87       | 16.           |
| Tiffany Gauthier      | Lesiklás               |          |          |               |               | nem ért célba | nem ért célba |
| Tiffany Gauthier      | Szuperóriás-műlesiklás |          |          |               |               | 1:16,20       | 28.           |
| Romane Miradoli       | Lesiklás               |          |          |               |               | 1:33,93       | 13.           |
| Romane Miradoli       | Szuperóriás-műlesiklás |          |          |               |               | 1:14,41       | 11.           |
| Nastasia Noens        | Műlesiklás             | 54,68    | 24.      | 53,18         | 15.           | 1:47,86       | 19.           |
| Tessa Worley          | Óriás-műlesiklás       | 58,93    | 7.       | nem ért célba | nem ért célba | kiesett       | kiesett       |
| Tessa Worley          | Szuperóriás-műlesiklás |          |          |               |               | 1:15,30       | 19.           |

| Versenyző       | Versenyszám | Lesiklás | Lesiklás | Műlesiklás    | Műlesiklás    | Összesítés | Összesítés |
| Versenyző       | Versenyszám | Idő      | Hely.    | Idő           | Hely.         | Idő        | Helyezés   |
| --------------- | ----------- | -------- | -------- | ------------- | ------------- | ---------- | ---------- |
| Laura Gauché    | Összetett   | 1:34,08  | 17.      | 55,96         | 6.            | 2:30,04    | 8.         |
| Romane Miradoli | Összetett   | 1:32,95  | 4.       | nem ért célba | nem ért célba | kiesett    | kiesett    |

Vegyes
| Versenyző                                                                                      | Versenyszám | Nyolcaddöntő              | Negyeddöntő             | Elődöntő          | Döntő             | Helyezés |
| Versenyző                                                                                      | Versenyszám | Ellenfél Eredmény         | Ellenfél Eredmény       | Ellenfél Eredmény | Ellenfél Eredmény | Helyezés |
| ---------------------------------------------------------------------------------------------- | ----------- | ------------------------- | ----------------------- | ----------------- | ----------------- | -------- |
| Clara Direz Coralie Frasse Sombet Tessa Worley Mathieu Faivre Thibaut Favrot Alexis Pinturault | Vegyes      | Csehország (CZE) · Gy 3–1 | Norvégia (NOR) · V 2–2* | kiesett           | kiesett           | 5.       |

## Biatlon
Férfi
| Versenyző                                                              | Versenyszám            | Időeredmény | Lövőhiba    | Helyezés                 |
| ---------------------------------------------------------------------- | ---------------------- | ----------- | ----------- | ------------------------ |
| Fabien Claude                                                          | 20 km egyéni indításos | 50:25,5     | 2 (1+1+0+0) | 9.                       |
| Fabien Claude                                                          | 10 km sprint           | 25:41,6     | 3 (1+2)     | 21.                      |
| Fabien Claude                                                          | 12,5 km üldözőverseny  | 42:54,5     | 7 (3+1+1+2) | 16.                      |
| Fabien Claude                                                          | 15 km tömegrajtos      | 42:49,8     | 5 (1+2+1+1) | 26.                      |
| Simon Desthieux                                                        | 20 km egyéni indításos | 51:46,8     | 3 (1+2+0+0) | 17.                      |
| Simon Desthieux                                                        | 10 km sprint           | 25:45,0     | 2 (0+2)     | 24.                      |
| Simon Desthieux                                                        | 12,5 km üldözőverseny  | 41:54,7     | 3 (2+0+0+1) | 7.                       |
| Simon Desthieux                                                        | 15 km tömegrajtos      | 41:11,4     | 5 (1+2+1+1) | 16.                      |
| Quentin Fillon Maillet                                                 | 20 km egyéni indításos | 48:47,4     | 2 (0+1+1+0) | 1. helyezett, aranyérmes |
| Quentin Fillon Maillet                                                 | 10 km sprint           | 24:25,9     | 1 (1+0)     | 2. helyezett, ezüstérmes |
| Quentin Fillon Maillet                                                 | 12,5 km üldözőverseny  | 39:07,5     | 0 (0+0+0+0) | 1. helyezett, aranyérmes |
| Quentin Fillon Maillet                                                 | 15 km tömegrajtos      | 39:40,0     | 5 (1+1+0+3) | 4.                       |
| Émilien Jacquelin                                                      | 20 km egyéni indításos | 56:31,4     | 7 (0+3+2+2) | 72.                      |
| Émilien Jacquelin                                                      | 10 km sprint           | 25:06,3     | 2 (1+1)     | 9.                       |
| Émilien Jacquelin                                                      | 12,5 km üldözőverseny  | 42:13,7     | 6 (2+3+0+1) | 9.                       |
| Émilien Jacquelin                                                      | 15 km tömegrajtos      | 42:08,7     | 5 (2+1+0+2) | 22.                      |
| Fabien Claude Émilien Jacquelin Simon Desthieux Quentin Fillon Maillet | 4 × 7,5 km váltó       | 1:20:17,6   | 0+9         | 2. helyezett, ezüstérmes |

Női
| Versenyző                                                                 | Versenyszám            | Időeredmény | Lövőhiba     | Helyezés                 |
| ------------------------------------------------------------------------- | ---------------------- | ----------- | ------------ | ------------------------ |
| Anaïs Bescond                                                             | 15 km egyéni indításos | 48:26,0     | 4 (2+1+0+1)  | 30.                      |
| Anaïs Bescond                                                             | 7,5 km sprint          | 21:53,1     | 1 (1+0)      | 9.                       |
| Anaïs Bescond                                                             | 10 km üldözőverseny    | 38:46,4     | 5 (2+0+1+2)  | 27.                      |
| Anaïs Bescond                                                             | 12,5 km tömegrajtos    | 46:02,3     | 10 (0+2+3+5) | 29.                      |
| Anaïs Chevalier-Bouchet                                                   | 15 km egyéni indításos | 44:22,1     | 1 (0+0+0+1)  | 2. helyezett, ezüstérmes |
| Anaïs Chevalier-Bouchet                                                   | 7,5 km sprint          | 24:02,0     | 4 (1+3)      | 68.                      |
| Anaïs Chevalier-Bouchet                                                   | 12,5 km tömegrajtos    | 43:29,7     | 5 (2+0+2+1)  | 19.                      |
| Justine Braisaz-Bouchet                                                   | 15 km egyéni indításos | 49:10,1     | 5 (0+2+2+1)  | 40.                      |
| Justine Braisaz-Bouchet                                                   | 7,5 km sprint          | 23:18,4     | 3 (1+2)      | 48.                      |
| Justine Braisaz-Bouchet                                                   | 10 km üldözőverseny    | nem indult  | nem indult   | nem indult               |
| Justine Braisaz-Bouchet                                                   | 12,5 km tömegrajtos    | 40:18,0     | 4 (2+1+0+1)  | 1. helyezett, aranyérmes |
| Julia Simon                                                               | 15 km egyéni indításos | 47:09,1     | 4 (0+0+1+3)  | 21.                      |
| Julia Simon                                                               | 7,5 km sprint          | 22:40,3     | 3 (1+2)      | 29.                      |
| Julia Simon                                                               | 10 km üldözőverseny    | 37:05,2     | 2 (0+1+1+0)  | 8.                       |
| Julia Simon                                                               | 12,5 km tömegrajtos    | 41:40,6     | 6 (0+1+3+2)  | 6.                       |
| Anaïs Bescond Justine Braisaz-Bouchet Anaïs Chevalier-Bouchet Julia Simon | 4 × 6 km váltó         | 1:13:16,9   | 2+10         | 6.                       |

Vegyes
| Versenyző                                                                    | Versenyszám  | Időeredmény | Lövőhiba | Helyezés                 |
| ---------------------------------------------------------------------------- | ------------ | ----------- | -------- | ------------------------ |
| Anaïs Chevalier-Bouchet Quentin Fillon-Maillet Émilien Jacquelin Julia Simon | Vegyes váltó | 1:06:46,5   | 3+11     | 2. helyezett, ezüstérmes |

## Bob
Férfi
| Versenyző                                                                           | Versenyszám | 1. futam | 1. futam | 2. futam | 2. futam | 3. futam | 3. futam | 4. futam | 4. futam | Összesítés | Összesítés |
| Versenyző                                                                           | Versenyszám | Idő      | Hely.    | Idő      | Hely.    | Idő      | Hely.    | Idő      | Hely.    | Idő        | Helyezés   |
| ----------------------------------------------------------------------------------- | ----------- | -------- | -------- | -------- | -------- | -------- | -------- | -------- | -------- | ---------- | ---------- |
| Romain Heinrich* Dorian Hauterville                                                 | Kettes      | 59,93    | 16.      | 1:00,04  | 11.      | 59,92    | 12.      | 1:00,05  | 10.      | 3:59,94    | 12.        |
| Romain Heinrich* Dorian Hauterville Jérôme Laporal Lionel Lefebvre Thomas Delmestre | Négyes      | 59,29    | 15.      | 59,53    | 12.      | 59,29    | 13.      | 1:00,06  | 19.      | 3:58,17    | 19.        |

Női
| Versenyző                   | Versenyszám | 1. futam | 1. futam | 2. futam | 2. futam | 3. futam | 3. futam | 4. futam | 4. futam | Összesítés | Összesítés |
| Versenyző                   | Versenyszám | Idő      | Hely.    | Idő      | Hely.    | Idő      | Hely.    | Idő      | Hely.    | Idő        | Helyezés   |
| --------------------------- | ----------- | -------- | -------- | -------- | -------- | -------- | -------- | -------- | -------- | ---------- | ---------- |
| Margot Boch                 | Mono        | 1:05,77  | 14.      | 1:05,51  | 4.       | 1:06,01  | 12.      | 1:06,53  | 16.      | 4:23,82    | 11.        |
| Margot Boch* Carla Sénéchal | Kettes      | 1:01,90  | 12.      | 1:02,32  | 17.      | 1:02,20  | 15.      | 1:01,97  | 10.      | 4:08,39    | 13.        |

* – a bob kormányosa

## Északi összetett
| Versenyző                                                    | Versenyszám        | Síugrás  | Síugrás  | Síugrás  | Síugrás    | Sífutás | Sífutás | Összesítés | Összesítés |
| Versenyző                                                    | Versenyszám        | Táv      | Pont     | Hely.    | Időhátrány | Idő     | Hely.   | Idő        | Helyezés   |
| ------------------------------------------------------------ | ------------------ | -------- | -------- | -------- | ---------- | ------- | ------- | ---------- | ---------- |
| Mattéo Baud                                                  | Normálsánc + 10 km | 97,5     | 111,3    | 12.      | +1:27      | 25:42,0 | 25.     | 27:09,0    | 18.        |
| Mattéo Baud                                                  | Nagysánc + 10 km   | 127,5    | 103,7    | 16.      | +2:24      | 26:54,4 | 20.     | 29:18,4    | 21.        |
| Gaël Blondeau                                                | Normálsánc + 10 km | 91,0     | 91,3     | 30.      | +2:47      | 25:56,3 | 27.     | 28:43,3    | 31.        |
| Gaël Blondeau                                                | Nagysánc + 10 km   | 103,5    | 59,3     | 41.      | +5:22      | 27:20,8 | 26.     | 32:42,8    | 40.        |
| Antoine Gérard                                               | Normálsánc + 10 km | kizárták | kizárták | kizárták | kizárták   | kiesett | kiesett | kiesett    | kiesett    |
| Antoine Gérard                                               | Nagysánc + 10 km   | 129,5    | 101,9    | 18.      | +2:32      | 26:20,4 | 11.     | 28:52,4    | 14.        |
| Laurent Mühlethaler                                          | Normálsánc + 10 km | 94,0     | 102,4    | 21.      | +2:02      | 26:24,6 | 31.     | 28:26,6    | 28.        |
| Laurent Mühlethaler                                          | Nagysánc + 10 km   | 123,5    | 96,9     | 24.      | +2:52      | 27:27,6 | 27.     | 30:19,6    | 26.        |
| Mattéo Baud Gaël Blondeau Antoine Gérard Laurent Mühlethaler | Csapat             | 493,5    | 410,0    | 5.       | +1:27      | 51:33,1 | 6.      | 53:00,1    | 5.         |

## Műkorcsolya
| Versenyző                             | Versenyszám  | Rövid program | Rövid program | Kűr    | Kűr   | Összesítés | Összesítés               |
| Versenyző                             | Versenyszám  | Pont          | Hely.         | Pont   | Hely. | Pont       | Helyezés                 |
| ------------------------------------- | ------------ | ------------- | ------------- | ------ | ----- | ---------- | ------------------------ |
| Kévin Aymoz                           | Férfi egyéni | 93,00         | 10.           | 161,80 | 15.   | 254,80     | 12.                      |
| Adam Siao Him Fa                      | Férfi egyéni | 86,74         | 14.           | 163,41 | 13.   | 250,15     | 14.                      |
| Gabriella Papadakis Guillaume Cizeron | Jégtánc      | 90,83 WR      | 1.            | 136,15 | 1.    | 226,98 WR  | 1. helyezett, aranyérmes |

## Rövidpályás gyorskorcsolya
Férfi
| Versenyző        | Versenyszám | Előfutam | Előfutam | Negyeddöntő | Negyeddöntő | Elődöntő | Elődöntő | B döntő | B döntő | Döntő   | Döntő   | Helyezés |
| Versenyző        | Versenyszám | Idő      | Hely.    | Idő         | Hely.       | Idő      | Hely.    | Idő     | Hely.   | Idő     | Hely.   | Helyezés |
| ---------------- | ----------- | -------- | -------- | ----------- | ----------- | -------- | -------- | ------- | ------- | ------- | ------- | -------- |
| Quentin Fercoq   | 500 m       | 40,548   | 4.       | kiesett     | kiesett     | kiesett  | kiesett  | kiesett | kiesett | kiesett | kiesett | 25.      |
| Quentin Fercoq   | 1000 m      | 1:23,917 | 2.       | 1:24,411    | 3.          | kiesett  | kiesett  | kiesett | kiesett | kiesett | kiesett | 11.      |
| Quentin Fercoq   | 1500 m      |          |          | 2:15,347    | 4.          | kiesett  | kiesett  | kiesett | kiesett | kiesett | kiesett | 23.      |
| Sébastien Lepape | 500 m       | 42,081   | 2.       | 46,814      | 5.          | kiesett  | kiesett  | kiesett | kiesett | kiesett | kiesett | 20.      |
| Sébastien Lepape | 1000 m      | 1:26,069 | 4.       | kiesett     | kiesett     | kiesett  | kiesett  | kiesett | kiesett | kiesett | kiesett | 26.      |
| Sébastien Lepape | 1500 m      |          |          | 2:41,547    | 5.          | kiesett  | kiesett  | kiesett | kiesett | kiesett | kiesett | 29.      |

Női
| Versenyző            | Versenyszám | Előfutam | Előfutam | Negyeddöntő | Negyeddöntő | Elődöntő | Elődöntő | B döntő | B döntő | Döntő   | Döntő   | Helyezés    |
| Versenyző            | Versenyszám | Idő      | Hely.    | Idő         | Hely.       | Idő      | Hely.    | Idő     | Hely.   | Idő     | Hely.   | Helyezés    |
| -------------------- | ----------- | -------- | -------- | ----------- | ----------- | -------- | -------- | ------- | ------- | ------- | ------- | ----------- |
| Gwendoline Daudet    | 500 m       | 45,515   | 4.       | kiesett     | kiesett     | kiesett  | kiesett  | kiesett | kiesett | kiesett | kiesett | 29.         |
| Gwendoline Daudet    | 1000 m      | 1:31,734 | 3.       | kiesett     | kiesett     | kiesett  | kiesett  | kiesett | kiesett | kiesett | kiesett | 23.         |
| Gwendoline Daudet    | 1500 m      |          |          | 2:23,607    | 6.          | kiesett  | kiesett  | kiesett | kiesett | kiesett | kiesett | 30.         |
| Tifany Huot-Marchand | 500 m       | 54,758   | 4.       | kiesett     | kiesett     | kiesett  | kiesett  | kiesett | kiesett | kiesett | kiesett | 30.         |
| Tifany Huot-Marchand | 1000 m      | kizárták | kizárták | kiesett     | kiesett     | kiesett  | kiesett  | kiesett | kiesett | kiesett | kiesett | helyezetlen |
| Tifany Huot-Marchand | 1500 m      |          |          | 2:23,784    | 6.          | kiesett  | kiesett  | kiesett | kiesett | kiesett | kiesett | 31.         |

Vegyes
| Versenyző                                                              | Versenyszám  | Negyeddöntő | Negyeddöntő | Elődöntő | Elődöntő | B döntő | B döntő | Döntő   | Döntő   | Helyezés |
| Versenyző                                                              | Versenyszám  | Idő         | Hely.       | Idő      | Hely.    | Idő     | Hely.   | Idő     | Hely.   | Helyezés |
| ---------------------------------------------------------------------- | ------------ | ----------- | ----------- | -------- | -------- | ------- | ------- | ------- | ------- | -------- |
| Quentin Fercoq Sébastien Lepape Gwendoline Daudet Tifany Huot-Marchand | 2000 m váltó | 2:51,221    | 4.          | kiesett  | kiesett  | kiesett | kiesett | kiesett | kiesett | 12.      |

## Síakrobatika
Akrobatika
Férfi
| Versenyző        | Versenyszám | Selejtező  | Selejtező  | Selejtező  | Selejtező     | Selejtező  | Döntő    | Döntő    | Döntő    | Döntő         | Döntő    |
| Versenyző        | Versenyszám | 1. futam   | 2. futam   | 3. futam   | Jobb eredmény | Hely.      | 1. futam | 2. futam | 3. futam | Jobb eredmény | Helyezés |
| ---------------- | ----------- | ---------- | ---------- | ---------- | ------------- | ---------- | -------- | -------- | -------- | ------------- | -------- |
| Antoine Adelisse | Big air     | 79,50      | 66,00      | 83,75      | 163,25        | 15.        | kiesett  | kiesett  | kiesett  | kiesett       | kiesett  |
| Antoine Adelisse | Slopestyle  | nem indult | nem indult | nem indult | nem indult    | nem indult | kiesett  | kiesett  | kiesett  | kiesett       | kiesett  |
| Kévin Rolland    | Félcső      | 65,25      | 75,25      |            | 75,25         | 10.        | 54,75    | 77,25    | 79,25    | 79,25         | 6.       |

Női
| Versenyző   | Versenyszám | Selejtező | Selejtező | Selejtező | Selejtező     | Selejtező | Döntő    | Döntő    | Döntő    | Döntő         | Döntő                    |
| Versenyző   | Versenyszám | 1. futam  | 2. futam  | 3. futam  | Jobb eredmény | Hely.     | 1. futam | 2. futam | 3. futam | Jobb eredmény | Helyezés                 |
| ----------- | ----------- | --------- | --------- | --------- | ------------- | --------- | -------- | -------- | -------- | ------------- | ------------------------ |
| Tess Ledeux | Big air     | 90,50     | 80,50     | 20,00     | 171,00        | 2.        | 94,50    | 93,00    | 73,25    | 187,50        | 2. helyezett, ezüstérmes |
| Tess Ledeux | Slopestyle  | 22,13     | 68,13     |           | 68,13         | 9.        | 72,91    | 23,08    | 28,81    | 72,91         | 7.                       |

Mogul
| Versenyző        | Versenyszám | Selejtező | Selejtező | Selejtező | Selejtező | Selejtező | Selejtező | Selejtező | Selejtező | Döntő    | Döntő    | Döntő    | Döntő    | Döntő    | Döntő    | Döntő    | Döntő    | Döntő    | Döntő    | Döntő    | Helyezés |
| Versenyző        | Versenyszám | 1. futam  | 1. futam  | 1. futam  | 1. futam  | 2. futam  | 2. futam  | 2. futam  | 2. futam  | 1. futam | 1. futam | 1. futam | 1. futam | 2. futam | 2. futam | 2. futam | 2. futam | 3. futam | 3. futam | 3. futam | Helyezés |
| Versenyző        | Versenyszám | Idő       | Pont      | Össz.     | Hely.     | Idő       | Pont      | Össz.     | Hely.     | Idő      | Pont     | Össz.    | Hely.    | Idő      | Pont     | Össz.    | Hely.    | Idő      | Pont     | Össz.    | Helyezés |
| ---------------- | ----------- | --------- | --------- | --------- | --------- | --------- | --------- | --------- | --------- | -------- | -------- | -------- | -------- | -------- | -------- | -------- | -------- | -------- | -------- | -------- | -------- |
| Benjamin Cavet   | Férfi       | 23,52     | 61,42     | 78,40     | 3.        | kiemelt   | kiemelt   | kiemelt   | kiemelt   | 24,26    | 61,79    | 77,80    | 6.       | 24,48    | 63,10    | 78,82    | 4.       | 24,60    | 63,88    | 79,44    | 4.       |
| Sacha Theocharis | Férfi       | 24,96     | 55,41     | 70,50     | 22.       | 25,56     | 61,12     | 75,41     | 8.        | 24,65    | 61,10    | 76,59    | 11.      | 24,70    | 58,97    | 73,40    | 11.      | kiesett  | kiesett  | kiesett  | 11.      |
| Camille Cabrol   | Női         | 30,61     | 49,47     | 62,97     | 20.       | 30,75     | 54,41     | 67,76     | 10.       | 30,03    | 56,15    | 70,31    | 18.      | kiesett  | kiesett  | kiesett  | kiesett  | kiesett  | kiesett  | kiesett  | 18.      |
| Perrine Laffont  | Női         | 27,81     | 64,45     | 81,11     | 2.        | kiemelt   | kiemelt   | kiemelt   | kiemelt   | 27,73    | 63,11    | 79,86    | 3.       | 27,93    | 61,10    | 77,62    | 5.       | 28,04    | 60,96    | 77,36    | 4.       |

Krossz
| Versenyző             | Versenyszám | Rangsorolás | Rangsorolás | Nyolcaddöntő | Negyeddöntő | Elődöntő | Döntő       | Helyezés |
| Versenyző             | Versenyszám | Idő         | Hely.       | Helyezés     | Helyezés    | Helyezés | Helyezés    | Helyezés |
| --------------------- | ----------- | ----------- | ----------- | ------------ | ----------- | -------- | ----------- | -------- |
| Jean-Frédéric Chapuis | Férfi       | 1:13,20     | 16.         | 3.           | kiesett     | kiesett  | kiesett     | 20.      |
| Bastien Midol         | Férfi       | 1:12,55     | 9.          | 2.           | 3.          | kiesett  | kiesett     | 11.      |
| François Place        | Férfi       | 1:12,83     | 11.         | 1.           | 2.          | 4.       | Kisdöntő 4. | 8.       |
| Térence Tchiknavorian | Férfi       | 1:12,85     | 12.         | 3.           | kiesett     | kiesett  | kiesett     | 18.      |
| Alizée Baron          | Női         | nem indult  | nem indult  | nem indult   | kiesett     | kiesett  | kiesett     | kiesett  |
| Jade Grillet-Aubert   | Női         | 1:19,54     | 16.         | 2.           | 4.          | kiesett  | kiesett     | 14.      |

## Sífutás
Távolsági
Férfi
| Versenyző                                                    | Versenyszám     | Klasszikus | Klasszikus | Szabad        | Szabad        | Összesen      | Összesen                 |
| Versenyző                                                    | Versenyszám     | Idő        | Hely.      | Idő           | Hely.         | Idő           | Helyezés                 |
| ------------------------------------------------------------ | --------------- | ---------- | ---------- | ------------- | ------------- | ------------- | ------------------------ |
| Richard Jouve                                                | 15 km           |            |            |               |               | 41:56,6       | 49.                      |
| Hugo Lapalus                                                 | 15 km           |            |            |               |               | 39:09,6       | 7.                       |
| Hugo Lapalus                                                 | 30 km           | 40:25,2    | 9.         | nem ért célba | nem ért célba | nem ért célba | nem ért célba            |
| Jules Lapierre                                               | 30 km           | 41:04,5    | 13.        | 38:45,3       | 10.           | 1:20:21,8     | 14.                      |
| Jules Lapierre                                               | 50 km           |            |            |               |               | 1:13:50,3     | 15.                      |
| Maurice Manificat                                            | 15 km           |            |            |               |               | 39:49,7       | 12.                      |
| Maurice Manificat                                            | 30 km           | 41:53,9    | 33.        | 38:49,4       | 12.           | 1:21:17,5     | 23.                      |
| Maurice Manificat                                            | 50 km           |            |            |               |               | 1:12:30,3     | 10.                      |
| Clément Parisse                                              | 30 km           | 41:16,0    | 17.        | 38:21,7       | 5.            | 1:20:07,0     | 10.                      |
| Clément Parisse                                              | 50 km           |            |            |               |               | 1:12:01,5     | 7.                       |
| Adrien Backscheider                                          | 50 km           |            |            |               |               | 1:16:16,6     | 34.                      |
| Richard Jouve Hugo Lapalus Clément Parisse Maurice Manificat | 4 × 10 km váltó |            |            |               |               | 1:56:07,1     | 3. helyezett, bronzérmes |

Női
| Versenyző                                             | Versenyszám    | Klasszikus | Klasszikus | Szabad  | Szabad | Összesen  | Összesen |
| Versenyző                                             | Versenyszám    | Idő        | Hely.      | Idő     | Hely.  | Idő       | Helyezés |
| ----------------------------------------------------- | -------------- | ---------- | ---------- | ------- | ------ | --------- | -------- |
| Coralie Bentz                                         | 10 km          |            |            |         |        | 31:17,6   | 40.      |
| Coralie Bentz                                         | 15 km          | 25:05,8    | 40.        | 23:45,9 | 36.    | 49:34,4   | 38.      |
| Coralie Bentz                                         | 30 km          |            |            |         |        | 1:38:08,2 | 44.      |
| Delphine Claudel                                      | 30 km          |            |            |         |        | 1:27:34,0 | 7.       |
| Delphine Claudel                                      | 15 km          | 23:28,2    | 12.        | 21:25,6 | 6.     | 45:31,5   | 9.       |
| Flora Dolci                                           | 30 km          |            |            |         |        | 1:32:04,7 | 24.      |
| Mélissa Gal                                           | 10 km          |            |            |         |        | 31:25,7   | 41.      |
| Léna Quintin Delphine Claudel Flora Dolci Mélissa Gal | 4 × 5 km váltó |            |            |         |        | 59:03,9   | 12.      |

Sprint
| Versenyző                  | Versenyszám         | Selejtező | Selejtező | Negyeddöntő | Negyeddöntő | Elődöntő | Elődöntő | Döntő    | Helyezés |
| Versenyző                  | Versenyszám         | Idő       | Hely.     | Idő         | Hely.       | Idő      | Hely.    | Idő      | Helyezés |
| -------------------------- | ------------------- | --------- | --------- | ----------- | ----------- | -------- | -------- | -------- | -------- |
| Lucas Chanavat             | Férfi egyéni sprint | 2:45,03   | 1.        | 2:53,43     | 2.          | 2:52,92  | 5.       | kiesett  | 9.       |
| Renaud Jay                 | Férfi egyéni sprint | 2:51,86   | 16.       | 3:35,80     | 6.          | kiesett  | kiesett  | kiesett  | 27.      |
| Richard Jouve              | Férfi egyéni sprint | 2:47,93   | 4.        | 2:57,92     | 1.          | 2:52,31  | 3.       | kiesett  | 7.       |
| Richard Jouve Hugo Lapalus | Férfi csapatsprint  |           |           |             |             | 20:17,36 | 2.       | 19:58,37 | 7.       |
| Léna Quintin               | Női egyéni sprint   | 3:24,19   | 31.       | kiesett     | kiesett     | kiesett  | kiesett  | kiesett  | 31.      |
| Mélissa Gal Léna Quintin   | Női csapatsprint    |           |           |             |             | 23:26,28 | 5.       | 24:04,92 | 10.      |

## Síugrás
Női
| Versenyző         | Versenyszám | Első forduló | Első forduló | Első forduló | Döntő   | Döntő   | Döntő   | Összesítés | Összesítés |
| Versenyző         | Versenyszám | Táv          | Pont         | Hely.        | Táv     | Pont    | Hely.   | Pont       | Helyezés   |
| ----------------- | ----------- | ------------ | ------------ | ------------ | ------- | ------- | ------- | ---------- | ---------- |
| Julia Clair       | Normálsánc  | 64,0         | 43,3         | 34.          | kiesett | kiesett | kiesett | kiesett    | kiesett    |
| Joséphine Pagnier | Normálsánc  | 96,0         | 102,1        | 7.           | 78,5    | 77,4    | 22.     | 179,5      | 11.        |

## Snowboard
Akrobatika
Férfi
| Versenyző   | Versenyszám | Selejtező | Selejtező | Selejtező     | Selejtező | Döntő    | Döntő    | Döntő    | Döntő         | Helyezés |
| Versenyző   | Versenyszám | 1. futam  | 2. futam  | Jobb eredmény | Hely.     | 1. futam | 2. futam | 3. futam | Jobb eredmény | Helyezés |
| ----------- | ----------- | --------- | --------- | ------------- | --------- | -------- | -------- | -------- | ------------- | -------- |
| Liam Tourki | Halfpipe    | 25,50     | 11,50     | 25,50         | 20.       | kiesett  | kiesett  | kiesett  | kiesett       | 20.      |

Női
| Versenyző      | Versenyszám | Selejtező | Selejtező | Selejtező | Selejtező     | Selejtező | Döntő    | Döntő    | Döntő    | Döntő         | Helyezés |
| Versenyző      | Versenyszám | 1. futam  | 2. futam  | 3. futam  | Jobb eredmény | Hely.     | 1. futam | 2. futam | 3. futam | Jobb eredmény | Helyezés |
| -------------- | ----------- | --------- | --------- | --------- | ------------- | --------- | -------- | -------- | -------- | ------------- | -------- |
| Lucile Lefevre | Big air     | 19,00     | 15,00     | 20,00     | 20,00         | 29.       | kiesett  | kiesett  | kiesett  | kiesett       | 29.      |
| Lucile Lefevre | Slopestyle  | 23,16     | 21,98     |           | 23,16         | 27.       | kiesett  | kiesett  | kiesett  | kiesett       | 27.      |

Snowboard cross
| Versenyző                                    | Versenyszám | Rangsorolás | Rangsorolás | Nyolcaddöntő | Negyeddöntő | Elődöntő      | Döntő       | Helyezés                 |
| Versenyző                                    | Versenyszám | Idő         | Hely.       | Helyezés     | Helyezés    | Helyezés      | Helyezés    | Helyezés                 |
| -------------------------------------------- | ----------- | ----------- | ----------- | ------------ | ----------- | ------------- | ----------- | ------------------------ |
| Loan Bozzolo                                 | Férfi       | 1:19,23     | 24.         | 2.           | 3.          | kiesett       | kiesett     | 11.                      |
| Léo Le Blé Jaques                            | Férfi       | 1:21,06     | 30.         | 2.           | 3.          | kiesett       | kiesett     | 12.                      |
| Merlin Surget                                | Férfi       | 1:18,64     | 16.         | 2.           | 2.          | 3.            | Kisdöntő 1. | 5.                       |
| Julia Pereira de Sousa Mabileau              | Női         | 1:23,89     | 6.          | 1.           | 2.          | nem ért célba | Kisdöntő 1. | 5.                       |
| Manon Petit-Lenoir                           | Női         | 1:24,96     | 12.         | 4.           | kiesett     | kiesett       | kiesett     | 26.                      |
| Alexia Queyrel                               | Női         | 1:25,17     | 21.         | 3.           | kiesett     | kiesett       | kiesett     | 21.                      |
| Chloé Trespeuch                              | Női         | 1:24,27     | 8.          | 1.           | 2.          | 2.            | 2.          | 2. helyezett, ezüstérmes |
| Loan Bozzolo Julia Pereira de Sousa Mabileau | Vegyes      |             |             |              | 3.          | kiesett       | kiesett     | 9.                       |
| Merlin Surget Chloé Trespeuch                | Vegyes      |             |             |              | 4.          | kiesett       | kiesett     | 13.                      |